# Brazil Challenger 2008
Il Brazil Challenger 2008, noto come Copa Petrobras Brazil per motivi di sponsorizzazione, è stato un torneo di tennis facente parte della categoria ATP Challenger Series nell'ambito dell'ATP Challenger Series 2008. Il torneo si è giocato a Aracaju in Brasile dal 29 settembre al 5 ottobre 2008 su campi in terra rossa e aveva un montepremi di $75 000+H.

## Vincitori

### Singolare
Paul Capdeville ha battuto in finale  Thyago Alves con il punteggio di 7–5, 6–4

### Doppio
Juan Martín Aranguren /  Franco Ferreiro hanno battuto in finale  Thyago Alves /  João Souza con il punteggio di 6–4, 6–4